# Anatolicus ulunus
Anatolicus ulunus är en mångfotingart som först beskrevs av Karl Wilhelm Verhoeff 1941.  Anatolicus ulunus ingår i släktet Anatolicus och familjen kejsardubbelfotingar. Inga underarter finns listade i Catalogue of Life.